# Himalopsyche alticola
Himalopsyche alticola is een schietmot uit de familie Rhyacophilidae. De soort komt voor in het Oriëntaals gebied.